# تپه ۱ تا ۳ امام قیس
تپه ۱ تا ۳ امام قیس مربوط به دوران پیش از تاریخ ایران باستان - دوران‌های تاریخی پس از اسلام است و در شهرستان بروجن، بخش گندمان، روستای امام قیس واقع شده و این اثر در تاریخ ۲۴ فروردین ۱۳۸۲ با شمارهٔ ثبت ۸۲۲۶ به‌عنوان یکی از آثار ملی ایران به ثبت رسیده است.